# Український марксизм
Хоча марксизм є своєю суттю вченням інтернаціоналістським, він може мати національні особливості. В окремих країнах марксизм можуть прикладати до розв'язання специфічних місцевих проблем, наприклад національного та колоніального питання, проблеми імперіалізму тощо.
В Україні марксистська теорія знайшла сприятливий ґрунт наприкінці XIX століття, коли — як у підавстрійській Україні, так і в підросійській — швидко розвивалися капіталістичні відносини. Серед перших теоретиків, що почали розробляти суспільно важливі питання, підняті марксизмом, треба згадати професора політекономії Миколу Зібера (1844–1888), соціолога Сергія Подолинського (1850–1891) та політичного діяча Юліяна Бачинського (1870–1940) (двоє перших були членами «Громади», третій — Русько-Української радикальної партії).
За революційної доби всі українські революційні соціялісти та марксисти приділяли надзвичайну увагу національному питанню, обстоюючи політичну незалежність України, як єдиний спосіб розв’язання цього питання в справедливий спосіб. Найвагоміший внесок у розробку цього питання зробили Микола Скрипник (1872–1933), Лев Юркевич (Рибалка) (1884–1917), Василь Шахрай (1888–1919) і Анатолій Пісоцький (Андрій Річицький) (1893–1934).
Хоча соціалістичні ідеї посідали чільне місце у програмах перших українських політичних партій як на території Російської імперії, так і в Австро-Угорщині, після революції українські марксистські центри, що розвивали марксизм у творчий спосіб, розташовувалися за межами Україні. Так, найвідомішим на Заході українським марксистом є Роман Роздольський (1898–1967), що його книжки перекладено багатьма європейськими мовами. Живучи в США, він написав один з найважливіших текстів про національне питання в Східній Європі — «Фрідріх Енгельс і проблєма „неісторичних” народів» (1964), а слідом завершив двотомну «Історію виникнення Марксового „Капіталу”» (1968).

## Перші марксисти
Марксистська традиція в Україні бере свій початок з 1870-х і пов’язана з іменами Миколи Зібера (1844–1888) та Сергія Подолинського (1850–1891). Саме вони — попри всі розходження у поглядах з Марксом — стали першими популяризаторами його творів у підросійській Україні.

### Микола Зібер

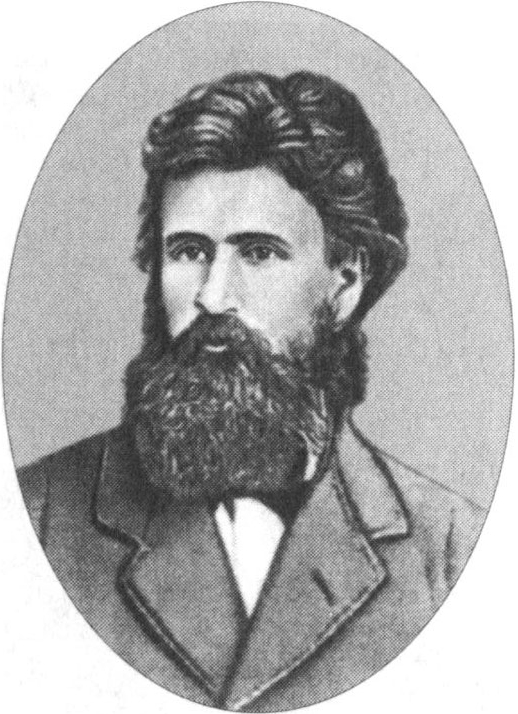
Микола Зібер

Зібер був професором кафедри політекономії та статистики Київського університету. Хоча він не збагнув революційної суті марксизму та не розгледів у Марксі самобутнього мислителя, а лише рікардіанця, він, слідом за марксистами, виступав із критикою народників й їхньої ідеї особливого шляху економічного розвитку Росії. Спираючись на твори Маркса, Зібер зазначав, що Росія має пройти той самий шлях капіталістичного розвитку, що й передові промислово-розвинені країни. Він відкидав диктатуру пролетаріату і бачив зміну капіталізму соціалізмом як мирний еволюційний процес.
Український політекономіст виступав проти мальтузіанства, стверджуючи, що покращення життя людей (зокрема, робітників) цілком можливе, а збільшення їх кількости не обов’язково поєднувати з падінням рівня їх життя. Зібер зазначав, що людське життя не тотожне життю тварин, бо «розмноження людини обумовлює і розмноження її їжі», себто суспільство здатне відновлювати споживані продукти, а також збільшувати їх виробництво.
Зібер докладав зусиль до пропаганди та популяризації ідей Маркса (з яким познайомився особисто 1881 року): читав реферати з політекономії Рікарда та Маркса у студентських гуртках, брав участь у роботі київської «Громада» до її заборони 1876 року, а потім писав для збірок «Громада», що їх видавав у Михайло Драгоманов. В умовах обмеженого доступу до першоджерел книга Зібера «Давід Рікардо і Карл Маркс в їх суспільно-економічних дослідженнях» (1885) довгий час була для російських та українських революціонерів одним з підручників марксизму.

### Сергій Подолинський

Сергій Подолинський

До редакції женевської «Громади» входив Сергій Подолинський, мислитель-соціаліст і популяризатор марксизму на підросійській Україні. Ідеал нового суспільства він вбачав у «громадівстві» (так у другій половині XIX ст. називали соціалізм), усуспільнення землі та фабрик і передачу їх безпосереднім виробникам — селянам і робітникам.
Подолинський інтенсивно займався науковою працею, хоча й за межами офіційних наукових установ на еміграції. Його наукові інтереси — соціальні аспекти виробничої діяльности, господарські стосунки, поділ суспільства на кляси, залежність суспільного статусу особи від її національної приналежности тощо. При аналізі цих питань Подолинський активно звертався до марксистської методології.
Український вчений вважав, що у суспільстві, побудованому на засадах солідарности, природний відбір виявить себе у просуванні науки, мистецтва, морального вдосконалення людей. Сукупно це дозволить людям долати природні проблеми, не марнуючи сили на боротьбу між собою. Подолинський виступав проти мальтузіанства.

## Доба революції
Подальший — починаю з 1890-х — розвиток марксизму в Україні пов’язаний з діяльністю українських революційних партій як у підавстрійській, так і у підросійській Україні.

### Юліян Бачинський

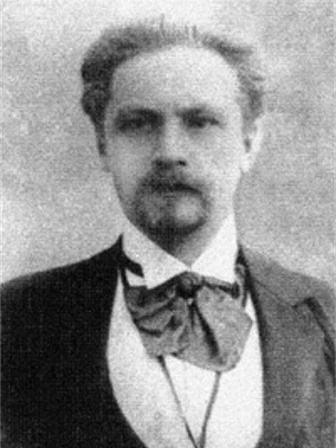
Юліян Бачинський

Першою українською політичною партією у сучасному розмінні цього слова стала Українська Радикальна партія (або Русько-Українська Радикальна партія), що сформувалась 1890 року у Галичині. Вона мала свою програму й реєстроване членство, працювала над пробудженням свідомости українських мас (переважно селянських) і прагнула перетворити їх на політичну силу, з якою мала б рахуватися австрійська влада.
Один з лідерів молоді УРП, Юліян Бачинський висунув концепцію самостійности України,. У своєму памфлеті «Україна irredenta (по поводу еміграції). Суспільно-політичний скіц» (1895) він, спираючись на марксистську методологію, обґрунтував потребу створення української держави. Щоправда, незалежність для нього не була самоціллю; більш того, він розглядав істнування національних держав як необхідний, але минущий епізод людської історії. Народи, за Бачинським, домагаються самостійности не для того, щоб ізолюватися від решти світу, але щоб повніше розвинутися культурно й економічно. Під впливом Бачинського на партійному з’їзді УРП у Львові 1895 року склали заяву про політичну самостійність українського народу (до того виступали за автономію у рамках Австро-Угорської імперії): «Стоячи на ґрунті наукового соціалізму і годячися на всі випливаючі з цього консеквенції — так на поли політичним, економічним і культурнім, — заявляє русько-українська партія радикальна, що здійсненнє усіх її ідеалів соціалістичних можливе при повній самостійності політичній русько-українського народу і повнім, необмеженім праві його рішати самому у всіх справах його дотикаючих».
Після роколу УРП Бачинський став одним із засновників і лідерів новоствореної  Української Соціал-Демократичної партії (1899–1939). Брав участь у революції. У 1920-х жив у Німеччині та Польщі. 1932 року переїхав до Радянської України, до Києва, де працював у редакції «Української радянської енциклопедії». Наприкінці 1934 року був звинувачений в антирадянській терористичній діяльності й засуджений на 10-річне ув'язнення. Помер у виправно-трудовому таборі.

### УСДРП-УКП
1905 року Революційна Українська Партія (1900–1905), перша українська політична партія у підросійській Україні, розкололась на дві — «Спілку» і Українську Соціал-Демократичну Робітничу Партію (1905–1950). Остання у своїй роботі орієнтувалась на пролетаріат і стала основною «кузнею» кадрів майбутньої української революції. Зокрема, її членами були Володимир Винниченко, Ісак Мазепа, Борис Мартос, Симон Петлюра. Серед публіцистів і теоретиків партії виділяються Лев Юркевич (Рибалка) й Анатолій Пісоцький (Андрій Річицький).
Перша світова війна (1914–1918) виявила банкрутство європейських соціалістичних партій, керівництво яких переважно зрадило ідеалові інтернаціоналізму, та розколола їх на «соціал-шовіністів», які підтримували війну, та інтернаціоналістів, що займали антивоєнну позицію. Антивоєнну позицію, зокрема, зайняла Закордонна організація УСДРП, що видавала в Женеві часопис «Боротьба». Його редактором був Лев Юркевич, енергійний популяризатор ідеї української пролєтарської революції, критик українського міщанства та орієнтації українського національного руху на Австрію й Німеччину. Юркевич виступав як проти Союзу Визволення України, так і проти російського шовінізму, обґрунтовуючи істнування незалежної української соціал-демократичної партії. У брошурі «Російські соціал-демократи та національне питання» (1917) виступив з критикою ленінського розуміння національного питання та шляхів його розв’язання. Після Лютневою революції (1917) намагався повернутися на Україну, але помер у Москві.
У січні 1920 року ліве крило УСДРП оформилось у незалежну від українських есдеків і російських комуністів Українську Комуністичну Партію («укапістів», 1920–1925), пройшовши шлях аналогічний до партій у Західній Європі: виділення комуністичних партій з соціалістичних і соціал-демократичних партій. Теоретичне обґрунтування цього процесу сформулював у нарисі «Від демократії до комунізму» (1920) Анатолій Пісоцький. Стоячи на клясових позиціях та загалом поділяючи більшовицьку програму, УКП наголошувала на необхідності істнування незалежної від РКП(б) української компартії, окремої української червоної армії та відстоювала економічну самостійність Радянської України. Пісоцький разом з Михайлом Ткаченком (1879–1920) був і автором програми УКП. Після революції займався літературною роботою, був науковим співробітником Інституту літератури ім. Т. Шевченка та — спільно з Володимиром Щербаненком — редагував перший український переклад 1-го тому «Капіталу» (1927). З-під його пера вийшли літературно-критичні розвідки «Тарас Шевченко в світлі епохи» (1923) і «Винниченко в літературі й політиці» (1930). Після саморозпуску УКП вступив до лав КП(б)У, в якій виступав однодумцем Миколи Скрипника та його політики «коренізації» («українізації»). Страчений 1934 року.

### КП(б)У
Під час революції всередині Комуністичної партії (більшовиків) України почало формуватися середовище, що наголошувало на необхідності враховувати національні прагнення українського народу та особливості революції в Україні. Ці позиції займали Василь Шахрай, Микола Скрипник та інші.

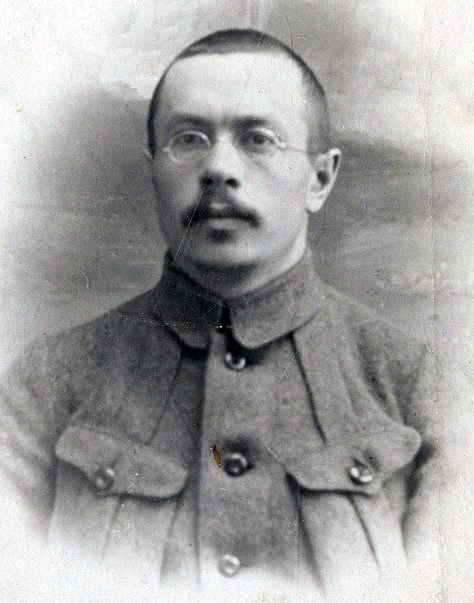
Василь Шахрай

Напевне, Шахрай, народний секретар з військових справ Центральний Виконавчий Комітет Рад України, зайняв найбільш безкомпромісну позицію у питанні незалежности України. Його книга «До хвилі. Що діється на Вкраїні й з Україною» (1919, написана у співавторстві з Сергієм Мазлахом (Робсманом) (1880–1937)) є правдивим маніфестом українського комунізму. Шахрай гостро критикував тих членів партії, що вони нехтували національним питанням або применшували його вагу, виступав за створення самостійної української комуністичної партії, а Леніна звинувачував у зраді своїм власним принципам — критикував Леніна з ленінських позицій. Конфлікт зайшов так далеко, що Шахрая виключили з партії. Проте він залишився бійцем революції, працював у радянському підпіллі на Кубані, де й загинув від рук білогвардійців.

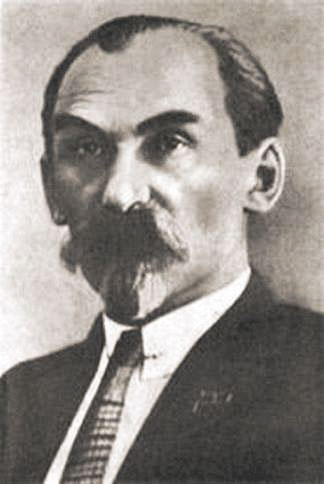
Микола Скрипник

Член РСДРП з 1901 року й активний діяч революції, на посаді народного комісара освіти Радянської України Скрипник був «мотором» «коренізації» 1920-х. Під його керівництвом була завершена українізація преси, початкового і середнього шкільництва, значною мірою було українізоване викладання у вищій школі. 1927 року Скрипник скликав всеукраїнську (за  участі вчених і з-поза меж УСРР) правописну конференцію, наслідком якої був опрацьований «харківський правопис» («скрипниківка»), що внормовував письмову українську мову та усував з неї русифікаційні впливи. Виходячи з конечности державного об'єднання всіх українських земель, він багато уваги приділяв питанням життя українців поза УСРР. З цих самих позицій ще 1918 року Скрипник виступав проти відриву від України «Донецько-Криворізької республіки». Сприяв організації у Росії українських шкіл і ВНЗ. Скрипник-публіцист залишив по собі велику кількість брошур, статей і промов, почасти зібраних у незакінченому виданні «Статті й промови» (у 1929–1930 вийшло п'ять томів). Його діяльність чимдалі більше суперечила імперським планам Москви: Скрипника піддали гострій критиці та звільнили від керівництва народним комісаріатом освіти. Він запобіг неминучій ліквідації, вчинивши самогубство (застрелився). Хоча формально Скрипника було реабілітовано під час «відлиги», його літературна спадщина лишалася в СРСР під негласною забороною, і перша — й остання — збірка його творів у післясталінські часи вийшла 1991 року.

## Роман Роздольський

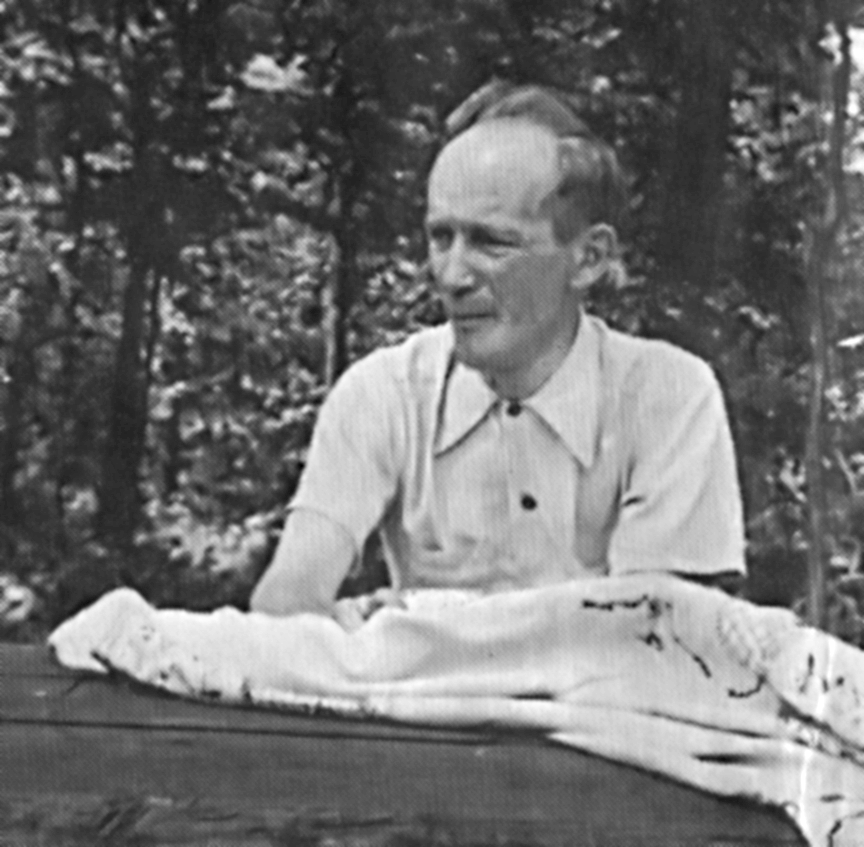
Роман Роздольський

Роздольський був одним із засновників (1918 року) групи «Інтернаціональна революційна соціал-демократія», а пізніше — Комуністичної Партії Західної України. Згодом відійшов від активної політичної діяльності, зосередившись на науковій праці. Був членом-кореспондентом московського Інституту Карла Маркса й Фрідріха Енгельса у Відні. Виступав з критикою сталінізму та політики Комінтерну щодо фашизму з троцькістських позицій. З 1934 по 1941 проживав у Львові, де збирав матеріал до історії кріпацтва в Галичині. З початком війни та після захоплення міста німцями Роздольский потрапив у полон до окупантів: його запроторили до концтабору. Після звільнення, 1945 року переїхав до США, де працював незалежним дослідником-істориком. Там він і написав один з найважливіших творів щодо національного питання на сході Європи — «Фрідріх Енгельс і проблема „неісторичних” народів» (1964).
На початку еміграції, коли Роздольский жив у Нью-Йорку, до рук його потрапив примірник Марксових «Економічних рукописів з років 1857–1858» (Grundrisse), опублікованих у 1939–1941 роках у Радянському Союзі. Рукописи захопили його, адже дозволяли проникнути до лабораторії Марксової думки. Відтоді аналізу «Рукописів» Роздольский взяв собі за головне завдання. Наслідком дослідницької роботи стала двотомну «Історію виникнення Марксового „Капіталу”» (вийшла друком 1968, по смерти автора), що справила велике враження на марксистів Західної Європи. Як писав англійський історик Перрі Андерсон: «Метою цієї фундаментальної реконструкції політекономічної думки зрілого Маркса було відновлення зв’язку між сучасним марксизмом і центральною традицією політекономічною теорією в рямцях історичного матеріалізму, розірваного після занепаду австромарксизму в міжвоєнний період. … Роздольський, сам не маючи економічної освіти, взявся за цю роботу через почуття обов'язку перед прийдешніми поколіннями, як останній носій тієї східноєвропейської культури, яка колись народила більшовизм і австромарксизм». Бельгійський економіст Ернест Мандель вважав твір українського вченого новаторським як з точки зору конкретних відкриттів у Марксовій методі, так і з точки зору прояснення загального значення марксової теорії.

## Група «Вперед»
Еміграція по другій світовій війні принесла політично активних людей із досвідом проживання у СРСР. Так, 1946 року виникла Українська революційно-демократична партія з двома крилами — правим на чолі з Іваном Багряним (1906–1963) і лівим на чолі з Іваном Майстренком (1899–1984). Ці останні відокремлювали більшовизм од сталінізму та виступали за «демократичний соціалізм». 1949 року ліва УРДП почала видавати в Мюнхені свою щомісячну газету, що дала назву всій групі, — «Вперед».
Це був соціалістичний часопис, що видавався довше за всі інші українські соціалістичні газети чи журнали в еміграції — з квітня 1949 по січень 1960. Він зосереджував свою увагу на справах не тільки українських, але друкував матеріали на ріжноманітні теми — від національно-визвольною боротьби у західній Україні до реформ на українському селі, від початку соціалістичного будівництва у Китаї до перегонів озброєнь у світі, від політичних розбіжностей між Радянським Союзом і Югославією до народних повстань у Польщі й Угорщині 1956 року. Найактивнішими авторами «Впереду» були сам Майстренко та Всеволод Голубничий (1928–1977).
Майстренко ще до того, як почати працювати над «Впередом», дійшов висновку, що у СРСР побудований не соціалізм, а нове клясове експоататорське суспільство — «державний капіталізм». Тільки правлячою клясою при цьому є не буржуазія, а партійно-господарська бюрократія.
Голубничий виступав за планову економіку, що в ній планування відбувається знизу вверх (від «консументів» до «продуцентів»), та відкидав будь-яку можливість поєднання ринкових відносин із соціалізмом у «ринковому соціалізмі» («ринок — це реставрація капіталізму,» — вважав він). Він був одним із найзначніших на Заході знавців марксистської економічної теорії й економіки СРСР. Останню він розглядав не як гомогенну цілісність, а як сукупність структур зі суттєвими історично-культурними відмінностями. Також цікавився історією поширення Марксових творів у світі, соціалістичними перетвореннями у Китаї, ідеями Мао Цзедуна.

## Марксизм в Україні в 1960-х – 1980-х
У повоєнний час у Радянському Союзі марксизм поступово ставав лише ритуальним дискурсом. Зокрема, в історіографії обов'язковим було цитування «першоджерел» — творів Маркса, Енгельса й Леніна, але справжнє розуміння марксизму було необов'язковим. На кінець існування СРСР українські історики, попри декларативну відданість «марксизму-ленінізму», насправді марксистською методологією не володіли. Сам термін «марксизм» ототожнювався лише з його «радянським», вихолощеним за сталінізму варіантом. Подібна ситуація була й в інших галузях суспільних наук. Проте були виключення.
Філософ Валерій Босенко (1927–2007) своїми творами «Діалектика як теорія розвитку» (1966) й «Актуальні проблеми діалектичного матеріалізму» (1983) зробив внесок у справу переосмислення положень Гегелівської «Науки логіки». Був автором нового способу навчання — «методи проблемних груп».
Праця Анатолія Канарського (1936–1984) у царині естетики, що в ній у 1960–70-х панував позитивізм, сприяла відновленню у правах класичної естетики як логіки, діалектики та теорії пізнання чуттєвої сфери людини.

## Марксизм в Україні після 1991 року
Економічний застій і політична криза в країнах, що їхнє керівництво заявляло про будівництво соціалізму (комунізму) чи навіть завершення цього будівництва, спричинили до кризи вчення, що проголошувалося керівним на шляху до нової суспільно-економічної формації. Наступний розпад СФРЮ, СРСР і ЧССР (що супроводжувався громадянськими війнам у двох перших), руйнування господарства і розпад суспільств на Сході, саморозпуск багатьох компартій на Заході позначилося і на марксизмі — як в колишніх республіках СРСР і «народних демократіях», так і по всьому світу.
В Україні після 1991 року марксизм декларувався перш за все як офіційна ідеологія (ідеологія «марксизму-ленінізму») кількох великих політичний партій на кшталт КПУ. З усуненням їх з політичної арени після «Євромайдану» (2013–2014) та «лютневої революції» (2014) марксизм лишився предметом обговорення у нечисленних лівих організаціях на кшталт «Соціального руху», самоосвітніх і пропагандистських гуртках. Спроби оновлення теорії, застосування її до нових суспільних умов (завершення переходу від «державного соціалізму» до периферійного, залежного капіталізму «третього світу»), популяризації і перенесення з царини теоретичної роботи в царину політичної боротьби зазнали в сучасній Україні поразки.